# Huelves
Huelves ist eine Gemeinde (Municipio) und ein Dorf mit 88 Einwohnern (Stand: 2024) in der Provinz Cuenca in der Autonomen Region Kastilien-La Mancha. 

## Lage
Huelves liegt etwa 48 Kilometer westlich von Cuenca in einer Höhe von ca. 820 m. Durch die Gemeinde führt die Autovía A-40.

## Bevölkerungsentwicklung
| 1970 | 1981 | 1991 | 2001 | 2011 | 2021 |
| ---- | ---- | ---- | ---- | ---- | ---- |
| 228  | 103  | 77   | 57   | 78   | 87   |

## Sehenswürdigkeiten
- Turmruine
- Johanniskirche (Iglesia de San Miguel Arcángel)

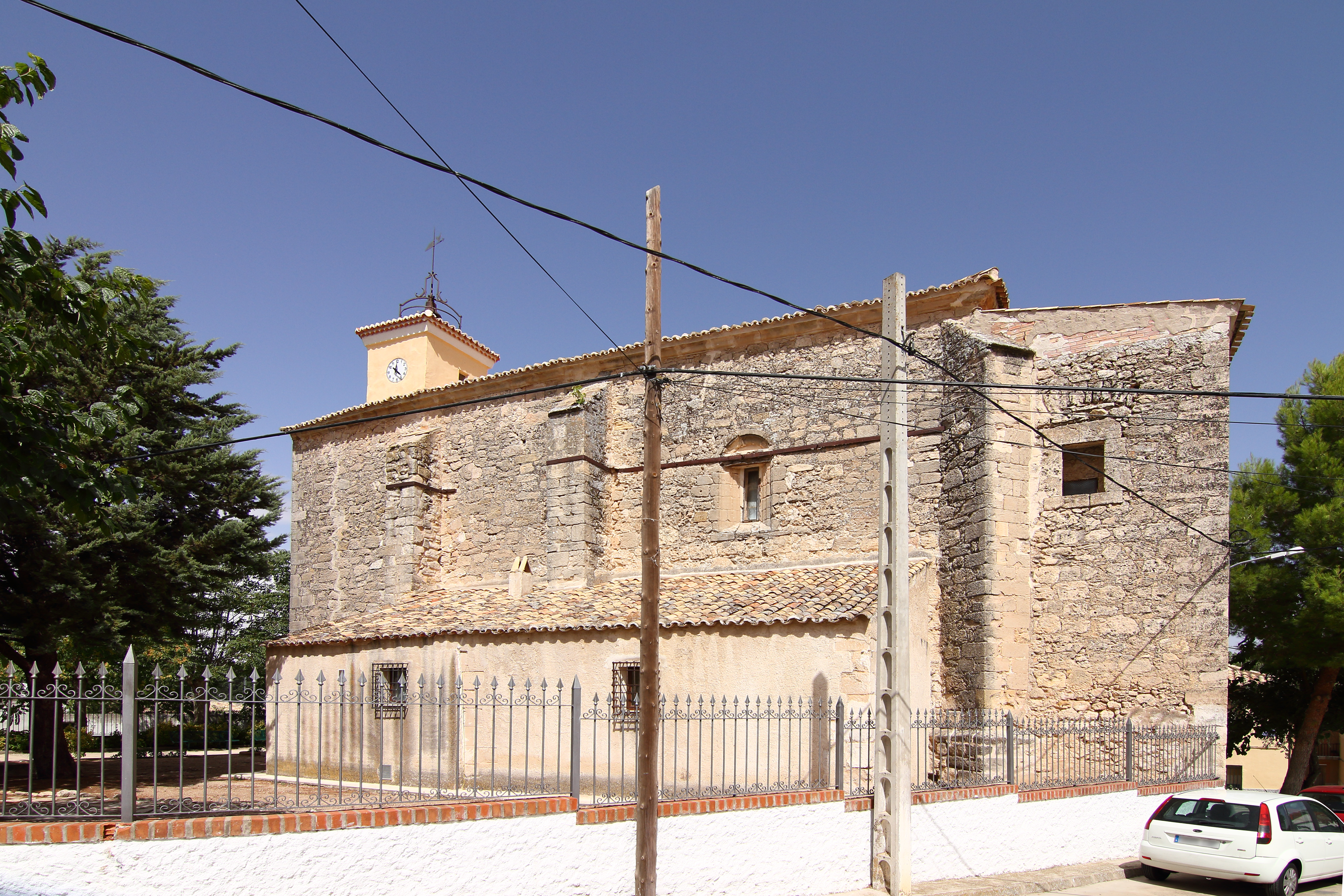
Michaeliskirche
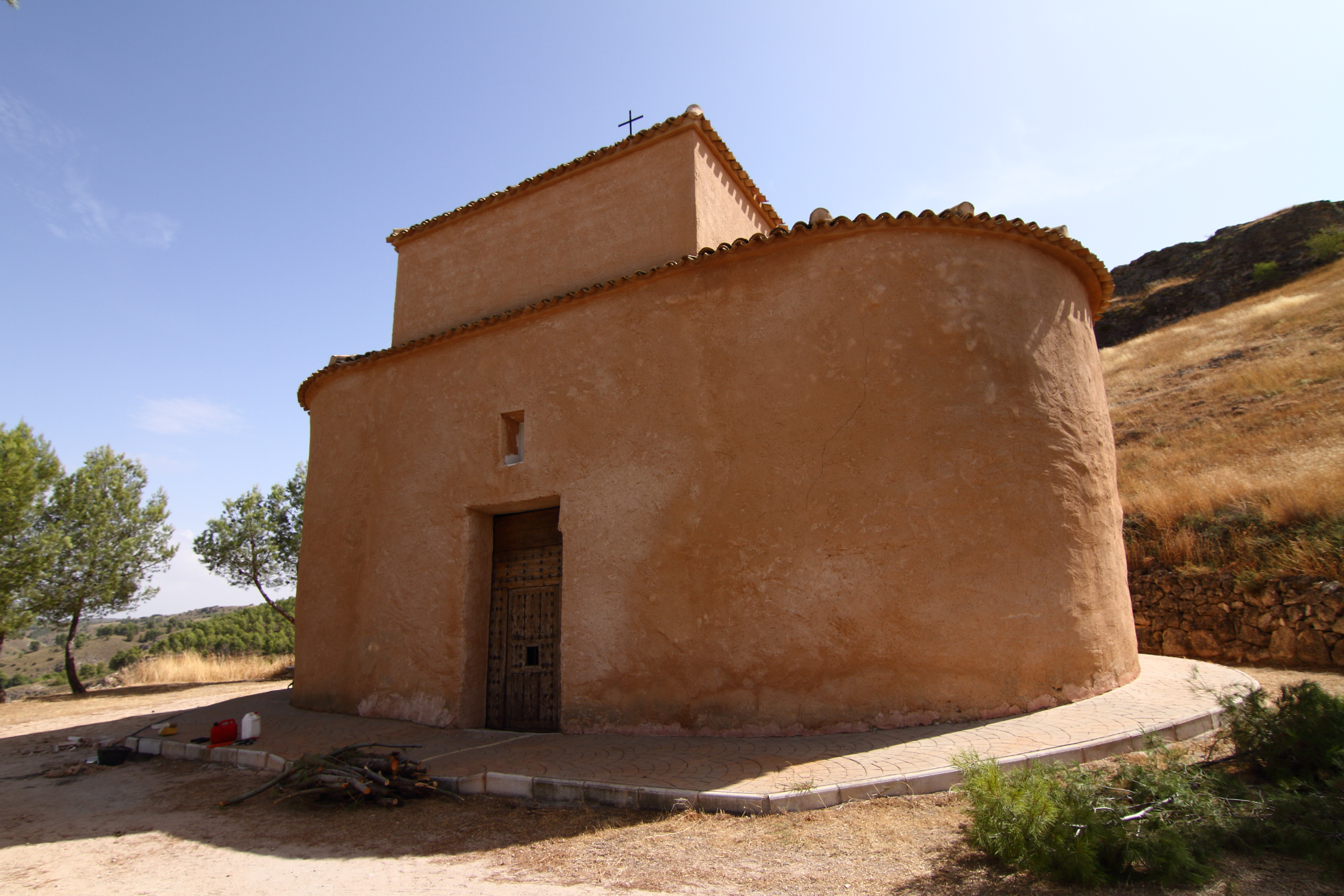
Marienkapelle
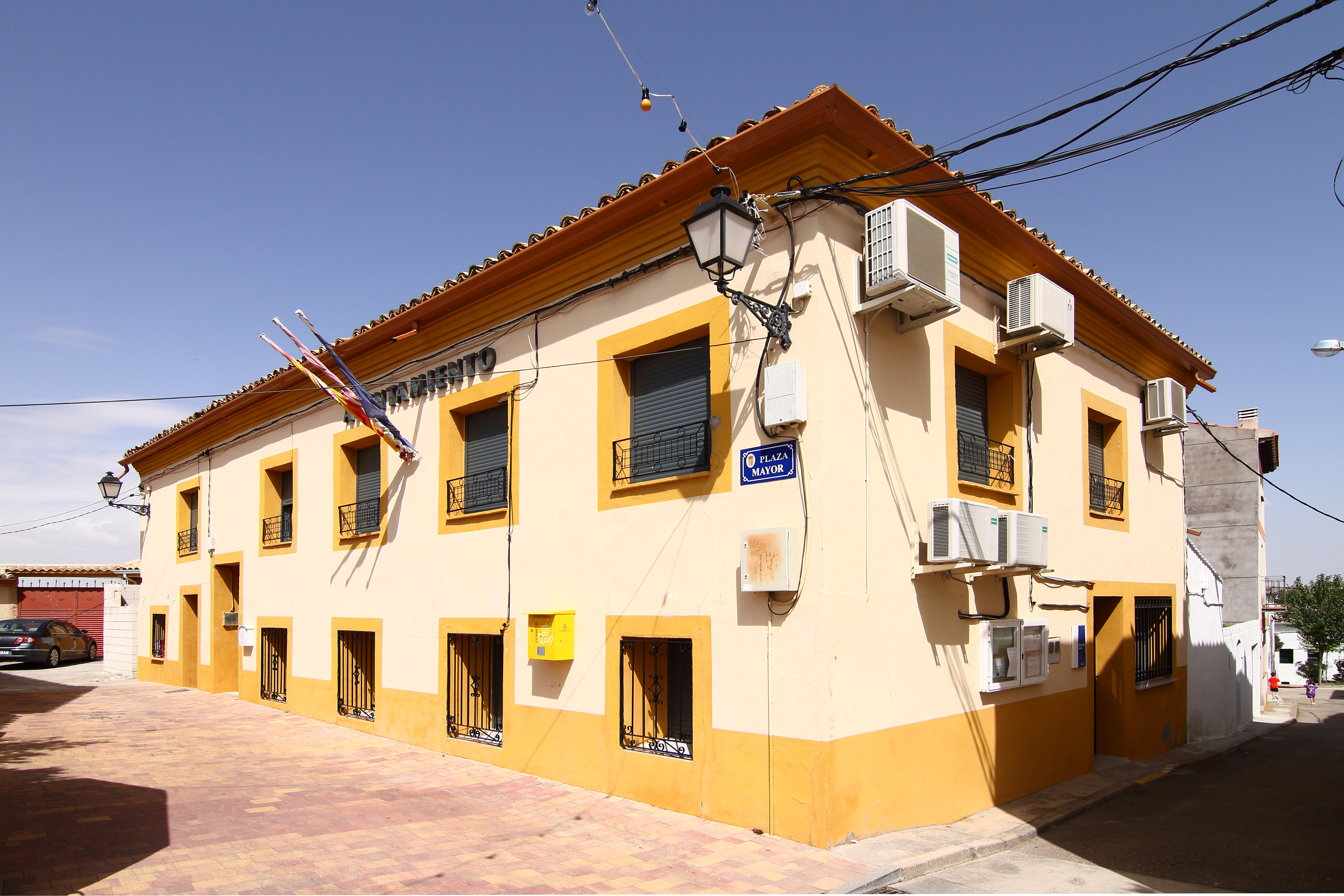
Rathaus